# بنته لندهایم
بنته لندهایم (انگلیسی: Bente Landheim؛ زادهٔ ۱۹۹۰ (۳۴–۳۵ سال)) ورزشکار دوگانه اهل نروژ است.